# Montello
Montello – miejscowość i gmina we Włoszech, w regionie Lombardia, w prowincji Bergamo.
Według danych na styczeń 2009 gminę zamieszkiwały 3173 osoby przy gęstości zaludnienia 1824 os./1 km².